# مودک (تولیدکننده خودروهای برقی)

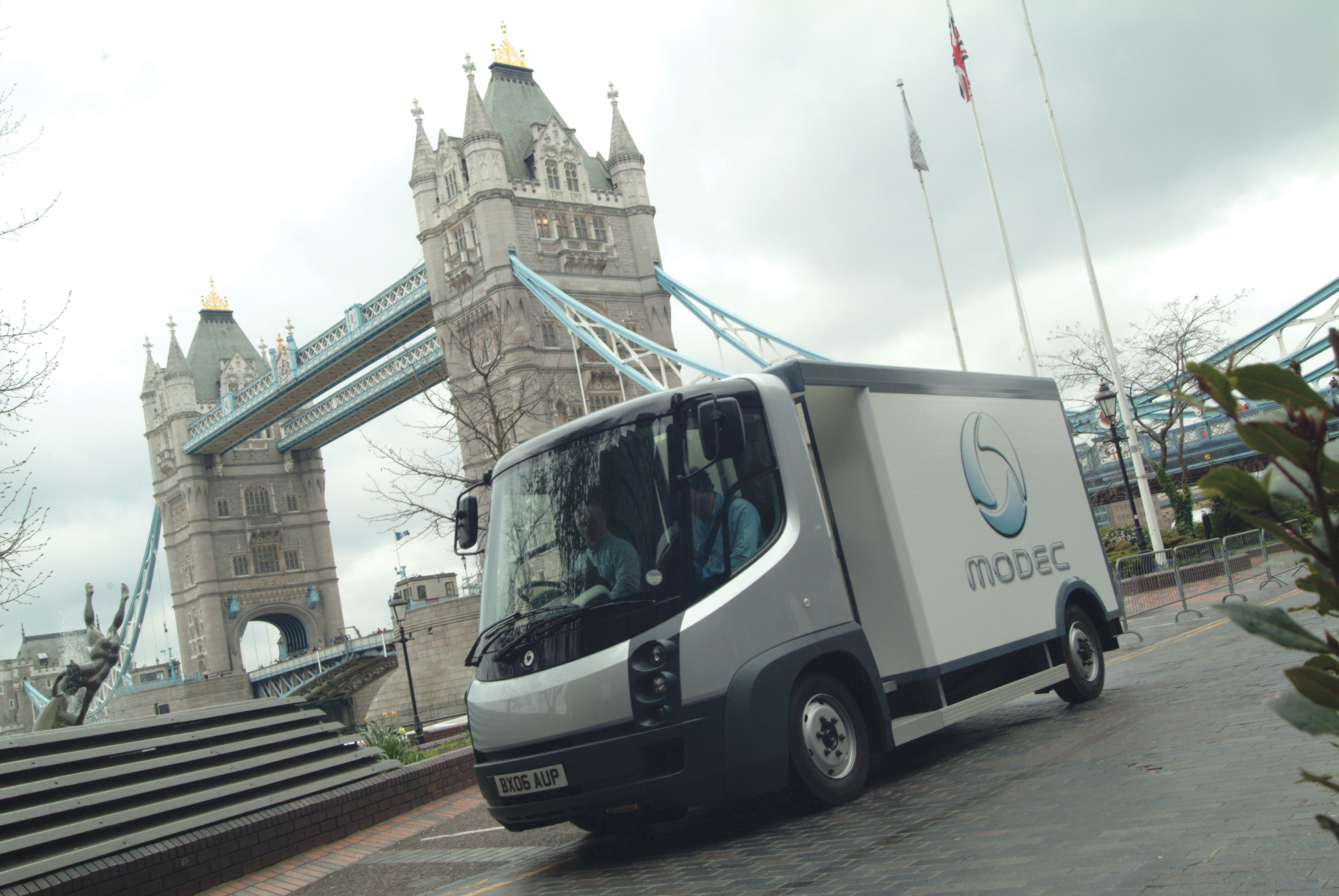
ون مودک در لندن

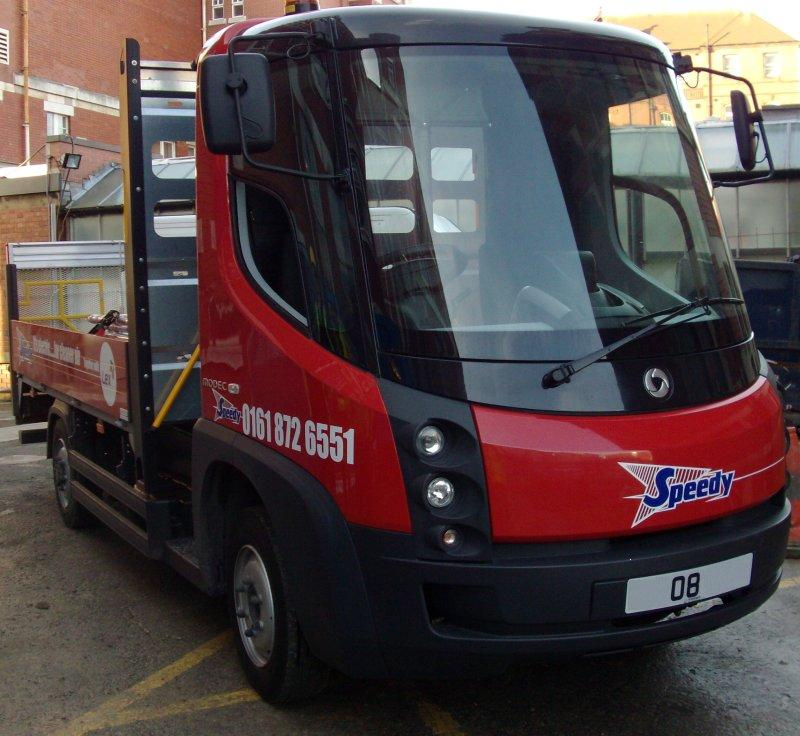
در منچستر

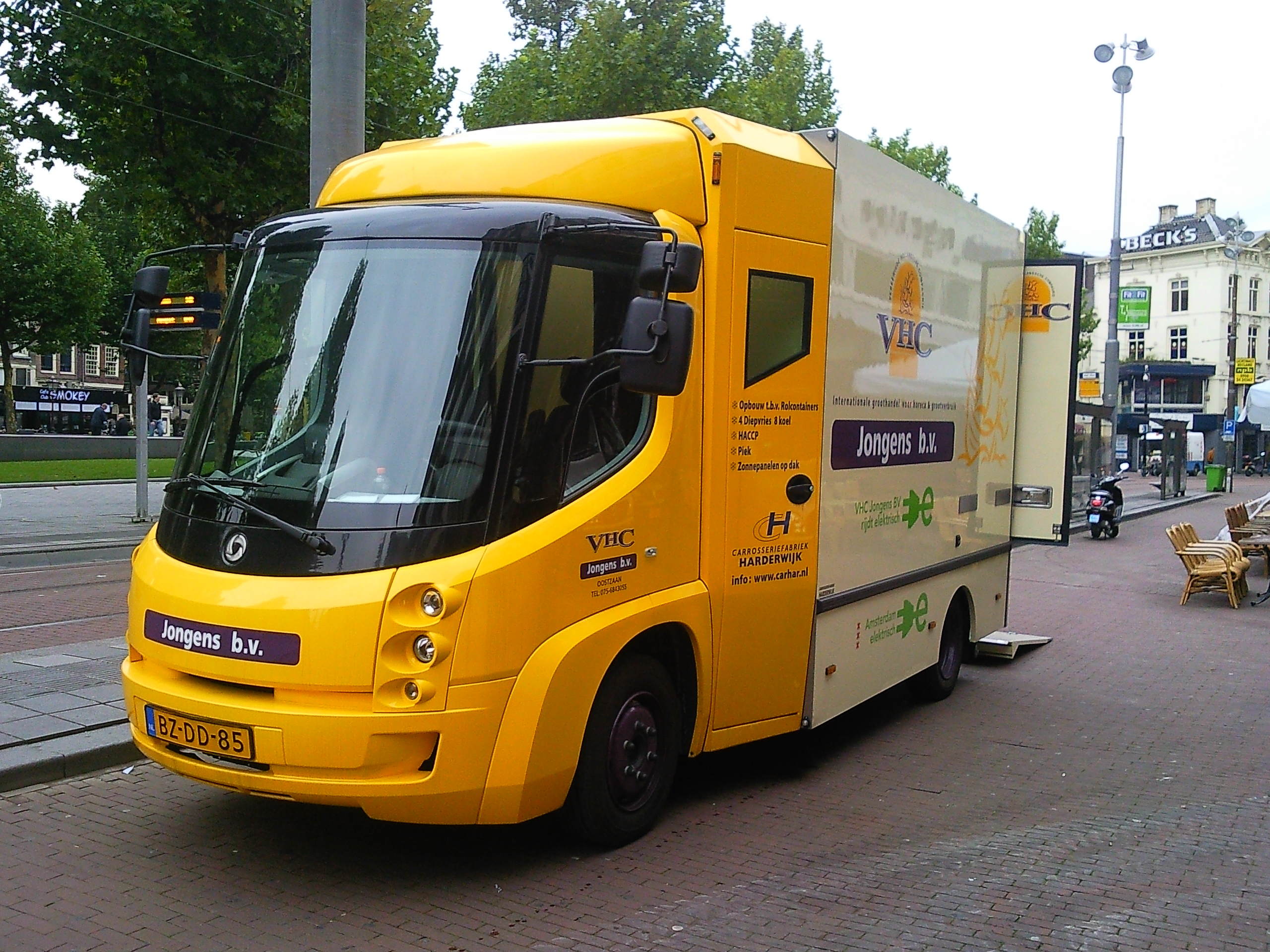
ون مودک در آمستردام

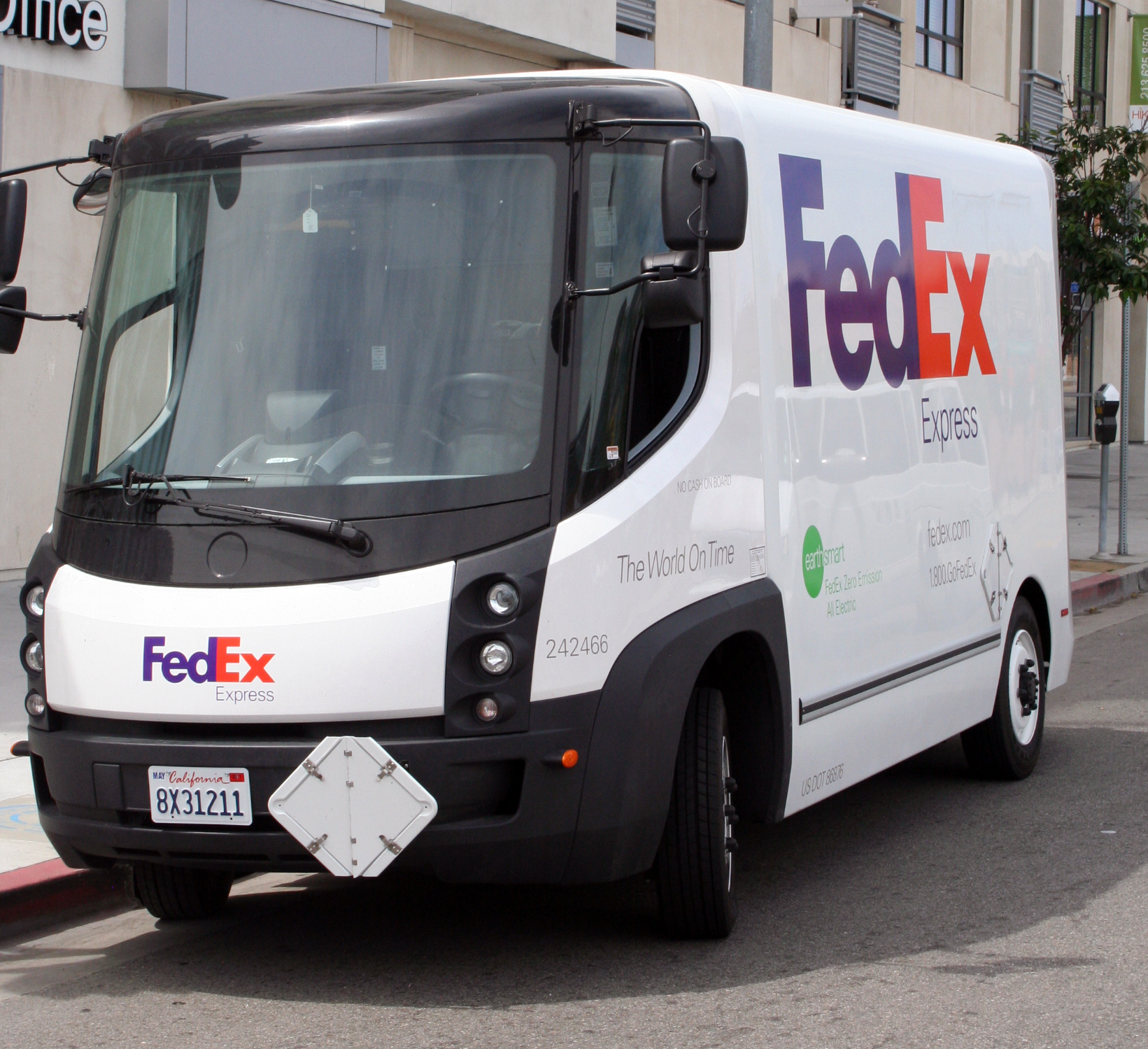
ون برقی نویستار اینترنشنال در لس آنجلس در سال ۲۰۱۰. این خودرو تحت لیسانس مودک در ایالات متحده تولید شده است.

مودک (به اینگلیسی: Modec) یک تولیدکننده خودروهای برقی در کاونتری، بریتانیا بود که در زمینه خودروهای تجاری در دسته N2 تخصص داشت. این شرکت اولین مدل خود را در آوریل ۲۰۰۶ رونمایی کرد و قصد خود را برای شروع تولید انبوه در مارس ۲۰۰۷ اعلام کرد و اولین خودروهای تولیدی برای فروشگاه‌های زنجیره‌ای تسکو ارسال شدند. پس‌از کاهش بلندمدت فروش، در مارس ۲۰۱۱ وارد مرحلهٔ مدیریت شد و تمام دارایی‌ها و مالکیت معنوی باقی‌مانده به شرکت نویستار اینترنشنال فروخته شد.

## تاریخچه

### سال ۲۰۰۲
پروژه ای‌مرکوری در شرکت تاکسی‌های بین‌المللی لندن (یکی از شرکت‌های تابع منگنز برنز هلدینگ) آغاز شد. این پروژه توسط جِوون تورپ، طراح تاکسی TX1 لندن، رهبری شد. بخشی از بودجه توسعه از صندوق پس‌انداز انرژی (EST)، بخشی از وزارت تجارت و صنعت، دریافت شده است.

### سال ۲۰۰۴
سه نمونه اولیه ای‌مرکوری به نمایش گذاشته شد - یکی با باتری اسید-سرب معمولی، یکی با باتری نیکل– هیدرید فلز و دیگری با باتری نمک مذاب پرانرژی که در یک کاست قابل جدا شدن بین ریل‌های شاسی نصب شده بود.
شرکت منگنز برنز هولدینگز تصمیم خود را برای تمرکز بر کسب و کار تاکسیرانی اعلام کرد. پروژه ای‌مرکوری توسط جیمی بورویک، مدیرعامل و رئیس سابق منگنز برنز، که مودک لیمیتد را به‌عنوان بخشی از گروه بورویک تأسیس کرد، خریداری شد.
با جدایی از تأمین‌کننده سیستم انتقال قدرت ازوره دینامیک، به نفع زیتک، توسعه خودروهای تولیدی آغاز می‌شود.

### سال ۲۰۰۶
اعلام همکاری با لکس لجستیک برای خدمات مشتری، امور مالی تجاری جنرال الکتریک برای تأمین مالی خودرو، باتری رنتال و آکسون پاور برای مونتاژ کاست باتری حاوی فناوری باتری زبرا.
نسل بعدی خودروهای تولیدی خود را در نمایشگاه خودروهای تجاری اس‌ام‌ام‌تی رونمایی می‌کند. این ربات‌ها که به یک باتری ۸۵ کیلووات ساعتی مجهز شده‌اند، می‌توانند ۲ تا ۲٫۵ تن بار حمل کنند و حداکثر سرعتشان ۵۰ مایل در ساعت و برد بیش از ۱۰۰ مایل در یک چرخه کاری شهری معمولی. حداکثر گشتاور ۳۰۰ نیوتن-متر از حالت سکون منتقل می‌شود و منجر به شتاب‌گیری پرجنب‌وجوش می‌شود.

### سال ۲۰۰۷
کارخانه تولید کاونتری، رسماً توسط نخست‌وزیر دیوید کامرون افتتاح شد.
اعلام تحویل اولین خودروهای ساخته‌شده برای تحویل مواد غذایی به تسکو.
سایر تحویل‌ها شامل سنتر پارک در پارک جنگلی آلودن برای استفاده خدماتی، آکورد، آمی، اسپیدی هایر، هیلدون واتر منطقه ایزلینگتون لندن و دیگران بود.

### سال ۲۰۰۸
صدمین خودروی مودک تولید شد، تولید در کارخانه کاونتری طبق برنامه افزایش می‌یابد (حداکثر ظرفیت ۵۰۰۰ خودرو در سال).
شبکه نمایندگی‌های لندن آنها به شش شعبه گسترش یافت؛ توزیع‌کنندگانی در هلند و ایرلند منصوب شدند
یونایتد پارسل سرویس ون‌های برقی مودک را برای ناوگان بریتانیا و آلمان خود سفارش داده است. هزینه‌های انرژی نقش بسیار مهمی در سودآوری بالقوه شرکت‌های تحویل بسته مانند UPS، دی‌اچ‌ال و فدکس ایفا می‌کنند.

### سال ۲۰۰۹
مودک اولین خودروی برقی در کلاس N2 است که تاییدیه نوع خودروی کامل اروپا را دریافت کرده است. شرکت مودک با نویستار اینترنشنال برای آمریکای شمالی و جنوبی وارد یک سرمایه‌گذاری مشترک شده است. این سرمایه‌گذاری مشترک، اتحاد خودروهای برقی ناویستار-مودک نام دارد.

### سال ۲۰۱۰
شرکت نویستار تحویل ون برقی ای‌استار خود را که در واکاروسا، ایندیانا، تحت لیسانس فناوری ون تحویل بسته بدون آلایندگی مودک، آغاز کرد.

### بسته شدن
پس‌از کاهش بلندمدت فروش با مجموع تولید حدود ۴۰۰ خودرو، و پس‌از شکست توافق نجات با نویستار، مودک در مارس ۲۰۱۱ با بدهی بیش‌از ۴۰ میلیون پوند وارد مرحله ورشکستگی شد. متعاقباً نویستار حقوق مالکیت معنوی را از مدیران زولفو کوپر خریداری کرد.
پس‌از تعطیلی کسب و کار و فروش دارایی‌ها، شرکت لیبرتی الکتریک کارز کل تیم مهندسی مودک را استخدام کرد و یک شرکت تابع جدید به نام «لیبرتی ای-تک» تأسیس کرد. پس‌از شکست در ژانویه ۲۰۱۱ برای توافق با نویستار برای خرید این برند، لیبرتی در ژوئیه ۲۰۱۱ سرویسی به نام «ای-کر» را برای سرویس و نگهداری خودروهای مودک راه‌اندازی کرد که در حال حاضر بریتانیا، فرانسه، آلمان و دبی را پوشش می‌دهد.

## فنی
تنها محصول شرکت مودک، خودروی تجاری مودک ای‌وی بود. این خودرو در سه مدل شاسی‌بلند، ون صندوق‌دار و مدل دراپ‌ساید تولید شد. هر سه خودرو فاصله بین دو محور مشترکی برابر با ۱۴۱٫۷ اینچ (۳٫۶۰ متر) داشتند. و یک شاسی نردبانی فولادی. وزن خالص مودک ۳٫۳ تن و حداکثر ظرفیت ناخالص آن ۶٫۰۵ تن است.
این وسایل نقلیه از ۱۰۲ اسب بخار ترمز (۷۶ کیلووات؛ ۱۰۳ اسب بخار متری) استفاده می‌کنند موتور با ۲۲۱ پوند-فوت (۳۰۰ نیوتن متر)گشتاور و یک باتری سرب-اسیدی قابل تعویض که از یک شارژر خارجی شارژ می‌شود و برای شارژ خودرو به مدت ۶ ساعت به یک منبع تغذیه ۳ فاز ۳۲ آمپر نیاز دارد، همچنین گزینه‌هایی برای باتری‌های لیتیوم-یون فسفات یا سدیم نیکل کلرید دارد.
دارای ۱۰۰-مایل (۱۶۰-کیلومتر) است. برد و ۵۰ مایل بر ساعت (۸۰ کیلومتر بر ساعت) حداکثر سرعت.